# Surf Ninjas
Pour plus de détails, voir Fiche technique et Distribution.
Surf Ninjas est un film américain réalisé par Neal Israel, sorti en 1993.

## Synopsis
Animées par la passion du surf, du skate-board et jeux vidéo, Johny et Adam McQuinn, deux frères d'origine asiatique, habitent le quartier de Venice Beach à Los Angeles où ils passent la plus grande partie de leur temps à la plage, en compagnie de leur ami Iggy. Un beau jour, un mystérieux ninja leur apprend qu'ils sont les héritiers du trône de Patu San, le royaume d'une petite île située quelque part dans les mers de Chine. Pour accomplir leur prophétie royale, ils devront combattre les troupes du sinistre Colonel Chi pour libérer leur peuple du régime de la terreur qui leur est imposé...

## Fiche technique
- Titre : Surf Ninjas
- Réalisation : Neal Israel
- Scénario : Dan Gordon
- Musique : David Kitay
- Photographie : Arthur Albert & Victor Hammer
- Montage : Tom Walls
- Production : Evzen Kolar
- Société de production et de distribution : New Line Cinema
- Distribution française : Metropolitan Filmexport
- Pays :  États-Unis
- Langue : Anglais
- Format : Couleur - Dolby - 35 mm - 1.85:1
- Genre : Comédie, action
- Durée : 86 min
- Date de sortie : 
  - États-Unis : 6 août 1993
  - France : 4 mai 1994

## Distribution
- Ernie Reyes Jr. (VQ : Olivier Farmer) : Johnny
- Ernie Reyes Sr. (VQ : Marc Bellier) : Zatch
- Nicolas Cowan (VQ : Inti Chauveau) : Adam
- Rob Schneider (VQ : Jacques Lussier) : Iggy
- Leslie Nielsen (VQ : Yvon Thiboutot) : Le colonel Chi
- Kelly Hu (VQ : Violette Chauveau) : Ro-May
- Tone Loc (VQ : Benoît Rousseau) : Le lieutenant Spence
- John Karlen : Mac
- Neal Israel : M. Dunbar
- Tad Horino : Bam-Bi
- Keone Young : Baba Ram
- Romy Windsor : Miss Robertson
- Philip Tan (VQ : Ronald France) : Le capitaine Ming

## Autour du film
- Ernie Reyes Sr. et Kelly Hu font leurs propres cascades. Cette dernière a été déjà vue dans Le Flic de Shanghaï auprès de Sammo Hung.
- Ernie Reyes Sr. et Ernie Reyes Jr. sont père et fils.
- Il s'agit de l'un des premiers rôles de Rob Schneider.
- Le tournage commence à Los Angeles, mais se termine sur une île en Thaïlande.

Sortie en VHS en France et réédité en DVD aux États-Unis.